# لوواسی
لوواسی (به مجاری:  Lovászi) یک منطقهٔ مسکونی در مجارستان است که در ناحیه لنتی واقع شده‌است. لوواسی ۹٬۶۲ کیلومتر مربع مساحت و ۱٬۱۹۴ نفر جمعیت دارد.